# Primera División 1909 (Argentinië)
In 1909 werd het achttiende seizoen gespeeld van de Primera División, de hoogste voetbaldivisie van Argentinië. Alumni AC werd kampioen. 

## Eindstand
| Plaats | Club                 | Wed. | W  | G | V  | Saldo | Ptn. |
| ------ | -------------------- | ---- | -- | - | -- | ----- | ---- |
| 1º     | Alumni Athletic Club | 18   | 15 | 2 | 1  | 74:19 | 32   |
| 2º     | CA River Plate       | 18   | 11 | 2 | 5  | 35:26 | 24   |
| 3º     | Quilmes AC           | 18   | 8  | 4 | 6  | 36:39 | 20   |
| 4º     | CA Estudiantes       | 18   | 8  | 3 | 7  | 40:31 | 19   |
| 5º     | Belgrano Athletic    | 18   | 6  | 6 | 6  | 36:35 | 18   |
| 6º     | CA San Isidro        | 18   | 7  | 3 | 8  | 33:27 | 17   |
| 7º     | CA Porteño           | 18   | 7  | 2 | 9  | 35:39 | 16   |
| 8º     | Argentino de Quilmes | 18   | 5  | 4 | 9  | 19:40 | 14   |
| 9º     | Reformer             | 18   | 3  | 6 | 9  | 21:42 | 12   |
| 10º    | Lomas Athletic       | 18   | 1  | 6 | 11 | 17:48 | 8    |

|  | Kampioen   |
|  | Degradatie |